# Catedrala Sfântul Domnius din Split
Catedrala Sfântul Domnius (în croată Katedrala Svetog Dujma) este o catedrală catolică situată la Split, în comitatul Split-Dalmația. Se află în interiorul palatului lui Dioclețian. Aparține Patrimoniului Mondial UNESCO, din 1979. Biserica propriu zisă este închinată Fecioarei Maria, iar clopotnița Sfântului Domnius. Împreună formează Catedrala Sf. Domnius.

## Istoric
La început, catedrala era mausoleul împăratului roman Dioclețian și nu a fost convertit în biserică decât în 650 de către Ioan de Ravenna. În secolul al XII-lea a fost adăugată o campanilă, iar, în secolul al XVII-lea, mărirea catedralei s-a făcut prin construirea unei abside în cor.

## Arhitectură
De formă octogonală, catedrala din Split reunește elemente romane antice și creștine. Clopotnița datează din secolul al XII-lea, dar a fost restaurată în 1908. 

## Mobilier
Canatele ușii de la intrare sunt ornate cu 28 de sculpturi în lemn (1214), reprezentând scene din viața lui Cristos, de la Buna Vestire la Înălțare. Au fost sculptate de către Andrija Buvina. Un document de arhive, Historia Salontina, Codex Papali, menționând instalarea canatelor la 23 aprilie 1214, este păstrat la Muzeul Național din Budapesta.

Coloane aduse din Egipt la cererea lui Dioclețian, în secolul al III-lea, împodobesc interiorul catedralei.

Arta creștină este îndeosebi reprezentată prin prezența unei catedre romane (secolul al XIII-lea), a două altare, dedicate sfinților patroni ai orașului, de notat sfântul Domnius și sfântul Anastase, precum și printr-un tezaur foarte bogat (bust-relicvariu, artă sacră, manuscrise prețioase etc.).

### Tezaur
La primul etaj al sacristiei se află tezaurul catedralei, care conține moaște ale Sfântului Domnius, care au fost aduse la catedrală după moartea sa.
Alte comori includ lucrări de artă sacră, cum ar fi pictura romanică Madona și Pruncul, din secolul al XIII-lea, obiecte precum potire și relicvarii din secolul al XIII-lea și până în secolul al XIX-lea și veșminte în masă din secolele al XIV-lea - al XIX-lea.

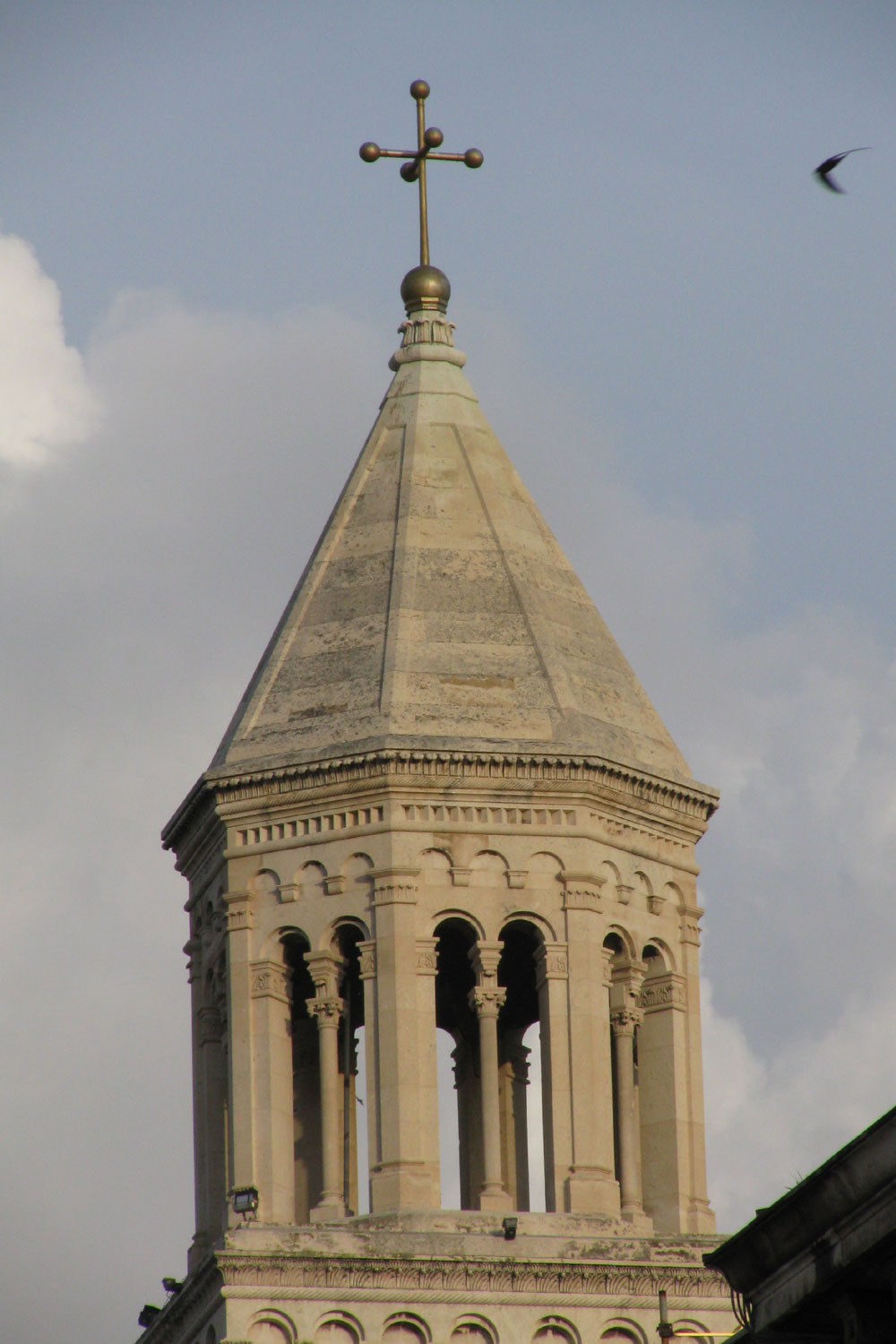
Partea superioară a campanilei catedralei.

Tot în Catedrala din Split este înmormântat călugărul Rogerius, de origine italiană, canonic de Oradea Mare, apoi arhiepiscop de Split, între 1250 și până la moartea sa, survenită în 1266.

#### Cripta Sfintei Lucia
Sub catedrală se află cripta Sfintei Lucia (în croată, Krypta Svete Lucije) care, după martirologiul roman, a suferit martiriul sub domnia lui Dioclețian.

## Galerie de imagini
|  |  |  |